# Obtrée
Obtrée település Franciaországban, Côte-d’Or megyében. Lakosainak száma 80 fő (2022. január 1.). Obtrée Charrey-sur-Seine, Vannaire, Villers-Patras, Vix és Chaumont-le-Bois községekkel határos.

## Népesség
A település népességének változása:
| Lakosok száma | 87   | 85   | 85   | 73   | 75   | 74   | 76   | 77   | 78   | 80   |
|               | 1968 | 1982 | 1990 | 2006 | 2013 | 2015 | 2017 | 2019 | 2020 | 2022 |